# 大滝清雄
大滝清雄（おおたき　きよお、1914年5月20日-1998年9月16日）は、日本の詩人。

## 来歴
1914年5月20日、福島県西白河郡三神村（現：矢吹町）にて住職の長男として生まれる。幼名「清男」。1921年、石川郡澤田小学校に入学。1924年、父母と別れ、祖母のもとで暮らすこととなる。同時に、三神尋常小学校（現：矢吹町立三神小学校）に転校。1927年、私立石川中学校（現：学校法人石川高等学校）に入学、「徳海」と改名。1932年、石川中学校卒業。同時に、川端康成らの文学に憧れて上京。日本大学法文学部芸術学専攻で川端康成らから指導を受ける。1934年、日本大学法文学部芸術学専攻を卒業。1935年、郷里に戻り、福島民友に小説を連載する。同時に、教育職員免許状を取得し、小学校に勤務しながら文学の勉強を続ける。
1937年、会津若松歩兵第29連帯留守隊に応召。1939年、北支線隊に送られ、1940年、北支黄河の支流・隔新河で戦傷を受ける。北京陸軍病院を経て、同年12月31日、大阪陸軍病院赤十字病院（現：大阪赤十字病院）に送還される。1941年2月、東京日本赤十字病院に転送され、4月になると戦傷が回復し、結婚。同年5月、単身で北部軍幹部教育隊（旭川市）に転属する。間もなく、北部軍教育隊（恵庭市）に移り、予備学生の教育にあたる。
1945年に終戦を迎えると、同年12月、矢吹町に帰郷。詩作および文学研究に着手。1947年、矢吹町立三神中学校（現在は矢吹町立矢吹中学校に統合）の教員を務める。1949年、旧制矢吹町立矢吹中学校の教員を務める。1953年、栃木県足利市に移住。その後、足利市内の小・中学校で教員を務める。
1955年、現代詩人会（現：日本現代詩人会）に入会。1959年、現代詩人会理事に就任。1962年、栃木県教育委員会指導主事に任命される。1964年、足利市立中学校の校長に就任。1967年、足利市教育委員会指導課長および足利市立教育研究所所長に就任。1970年、足利市立第二中学校の校長に就任。1975年、足利市立第二中学校を最後に、教員を定年退職。1989年、故郷の矢吹町の矢吹町図書館開設を記念し、自らの蔵書を寄贈。
1998年9月16日、足利日赤病院にて死去。

## 著書
- 鷹単文芸（1927年）
- 詩集「黄風抄」 - 新詩潮社（1941年）
- 詩集「暮影抄」 - 虎座社（1947年）
- 詩集「光韻抄」（1948年）
- 詩集「龍」（1949年）
- 詩集「三光鳥の歌」（1950年）
- 詩集「氷地」 - 日本未来派発行所（1953年）
- 詩集「黒い水晶体」 - 日本未来派発行所（1955年）
- 詩集「不在の盗人」 - 昭森社（1957年）
- 詩集「水と火の谷間より」 - 国文社（1959年）
- 続・詩集「水と火の谷間より」 - 龍詩社（1964年）
- 詩集「太陽のベルが鳴っている」 - 龍詩社（1969年）
- 詩集「花と無と永遠と」（1970年）
- 詩集「乏しき時代」 - 沖積舎（1971年）
- 詩集「飛花片々」（1973年）
- 詩集「花園の幻想」 - 龍詩社（1975年）
- 詩と詩論・非連続詩集 - 龍詩社（1975年）
- 詩集「アラヤの狼」 - 龍詩社（1975年）
- 詩集「定本大滝清雄詩集」 - 国文社（1976年）
- 大滝清雄詩集 - 宝文館出版（1976年）
- 続・大滝清雄詩集 宝文館出版（1976年）
- 川端康成の肖像 - 宝文館出版（1979年）
- 詩集「ラインの神話」 - 沖積舎（1979年）
- 詩集「草津日記」 - 龍詩社（1982年）
- 草野心平の世界 - 宝文館出版（1985年）
- 詩集「春の位置など」 - 龍詩社（1986年）
- 大滝清雄詩集 - 日本現代詩文庫（1993年）
- 詩集「あらたまの」 - 青樹社（1997年）
- 大滝清雄遺作集 詩・評論 - 龍詩社（2005年）

## 受賞歴
- 日本詩壇詩集賞（1942年）
- 福島県文学賞（1950年）
- 第16回日本詩人クラブ賞（1982年）
- 足利市政功労（教育文化）章（1986年）
- 栃木県文化功労者章（1986年）
- 日本現代詩人会先達詩人（1995年）
- 下野県民賞（1997年）

## 役職
- 日本詩人クラブ会員
- 日本詩人クラブ賞選考委員長
- 日本現代詩人会幹事及び理事
- 日本現代詩人会・先達詩人
- 日本文藝家協会会員
- 栃木県文化功労者
- 栃木県小学校国語研究会会長
- 栃木県現代詩人会副会長
- 栃木県中学校校長会副会長
- 足利教育会会長
- 福島県文学賞選考委員長
- 矢吹町・さわやか詩集審査委員長

## その他
- 故郷・福島県矢吹町では、氏にちなんで「さわやか詩集」が開催されている。毎年、7月下旬から9月上旬まで小・中学生を中心に詩の募集を行い、入賞者の表彰と詩集の発行を行っている。
- 剣道は7段の腕前であった。
- 矢吹町図書館に寄贈された大滝の蔵書には、直筆のサインが記されている。また、大滝の原稿を数点所蔵している。